# Terra di Spagna
Terra di Spagna (The Spanish Earth) è un film documentario americano realizzato da Joris Ivens e distribuito nel 1937.

## Trama
Terra di Spagna è un documentario dedicato alla guerra civile spagnola. Lo spunto narrativo è dato dalle vicende di Julian, un giovane contadino che combatte col proprio reggimento a Madrid. Le riprese seguono il lavoro collettivo per l'irrigazione delle terre, i combattimenti al fronte a 25 km dal villaggio, i bombardamenti, il ritorno dal fronte. 

## Produzione
Ivens nel 1936 si trova negli Stati Uniti invitato dalla American Film Alliance per presentare i suoi film. Dopo un anno in giro per l'America torna a New York e insieme a Helen Van Dongen, sua collaboratrice al montaggio da Regen a Zuiderzee, lavora per la Rockfeller Foundation ad un programma di film educativi per le scuole superiori. Il 17 luglio 1936 in Spagna c'era stato il colpo di stato di Francisco Franco.
Intellettuali progressisti e scrittori, Archibald Mac Leish, Lillian Hellman, John Dos Passos e molti altri, raggruppati nell'associazione The Contemporary Historians, affidano ai due olandesi il compito di preparare, con materiale di repertorio, un film-documentario sulla Spagna, che avrebbe dovuto chiamarsi Spain in Flammes.
Ivens si rende conto che il materiale che hanno a disposizione è costoso e inutile perché folkloristico o datato all'epoca di Primo de Rivera. Propone di recarsi personalmente in Spagna a girare lui stesso ciò che sta avvenendo. Il progetto è condiviso e sono raccolti in finanziamenti: agli inizi del 1937 Ivens parte per la Spagna con un budget di 3000 dollari.

## Luoghi delle riprese
Dopo una prima tappa a Valencia la troupe si trasferisce a Madrid, allora assediata dai franchisti, e si stabilisce presso il 5º reggimento. Ivens con Ferno e con Dos Passos che aveva incontrato sul posto decide di girare nel villaggio Fuentidueña de Tajo, situato sulla strada Valencia-Madrid.
Ivens prende una pausa e si reca a Parigi dove incontra Hemingway, inviato speciale della North American News Alliance, che sostituirà successivamente Dos Passos.

## Accoglienza
La prima versione del film con il commento letto da Orson Welles fu presentato alla Casa Bianca di fronte alla famiglia del presidente Roosevelt e fu molto apprezzato. Nei paesi dove fu possibile programmarlo il film ottenne un buon successo. Ma la diffusione non fu facile neppure in America.

## Il commento
"Il testo di Hemingway è un esempio, finora quasi mai raggiunto, di linguaggio crudo, aspramente modellato, quasi senza la minima emozione, e indubbiamente sufficiente allo scopo cui aspira in quel momento, cioè far conoscere, attraverso il film, soprattutto al disinformato pubblico americano, la cruda realtà della guerra spagnola."

## Critica
"Ivens si preoccupa di sfuggire al pericolo di un film troppo politico o troppo educativo anche in contrasto con chi, come Lilian Helman, gli rimprovera la povertà di informazioni fornite al pubblico americano. Al centro dell'attenzione c'è l'uomo nelle sue fatiche quotidiane, sia un contadino o un soldato. E un gran rilievo è dato alle sue mani, al suo volto, ai suoi gesti, per simbolizzare un'umanità che si contrappone alla guerra e alle sue distruzioni, e che (come dice il commento) combatte "la battaglia perché sia possibile vivere come esseri umani".